# Michael Andersson (Fußballspieler)
Michael Andersson (1982)

Link zum Bild

(Bitte Urheberrechte beachten)
Michael „Micke“ Andersson (* 24. August 1959) ist ein schwedischer ehemaliger Fußballspieler. Im Anschluss an seine aktive Laufbahn übernahm der Mittelfeldspieler, der achtmal für die schwedische Nationalmannschaft auflief, Trainer- und Funktionärsaufgaben.

## Werdegang

### Spielerkarriere
Andersson spielte in der Jugend bei Älvsjö AIK, ehe er sich 1979 im Alter von 19 Jahren Hammarby IF anschloss. An der Seite von Kenneth Ohlsson, Thom Åhlund, Mats Werner und Ulf Eriksson war er auf Anhieb Stammspieler in der Allsvenskan. In der Folge nominierte Nationaltrainer Georg Ericson ihn im Herbst des Jahres erstmals für die Nationalmannschaft. Nachdem er unter Vereinstrainer Bengt Gustavsson in den folgenden Spielzeiten unregelmäßig auf dem Spielfeld stand, trug er unter dessen Nachfolger Bengt Persson in der Spielzeit 1982 zum Erreichen des Endspiels um die Meisterschaft bei, in dem die Mannschaft IFK Göteborg unterlag.
Während Andersson mit der Mannschaft in der folgenden Spielzeit bereits im Viertelfinale der Meisterschaft gegen den Lokalrivalen AIK ausschied, erreichte er mit ihr das Endspiel um den Landespokal. Erneut traf der Klub hier auf den IFK Göteborg und musste die Spielzeit nach einer 0:1-Niederlage nach Verlängerung erneut ohne Titel beenden. Aufgrund der Meisterschaft des Konkurrenten zog der Klub jedoch in den Europapokal der Pokalsieger 1983/84 ein, scheiterte allerdings gegen Valkeakosken Haka in der zweiten Runde nach Verlängerung. In der Spielzeit 1984 avancierte Andersson zu einem torgefährlichen Offensivspieler und war mit sieben Saisontoren hinter Billy Ohlsson und Peter Gerhardsson drittbester Schütze des Vereins, mit dem er das Halbfinale um die Meisterschaft erreichte. Damit war er mit der Mannschaft um Thomas Lundin, Tomas Turesson und Per Holmberg für den UEFA-Pokal qualifiziert, in dem er sich beim 3:3-Unentschieden gegen den schottischen Klub FC St. Mirren als doppelteTorschütze eintrug. Gegen den deutschen Vertreter 1. FC Köln scheiterte er jedoch in der dritten Runde nach einem 2:1-Heimerfolg durch eine 1:3-Auswärtsniederlage, obwohl er den Klub im Kölner Müngersdorfer Stadion in Führung geschossen hatte.
Andersson folgte vor Beginn der Spielzeit 1987 einem Angebot des IFK Göteborg. An der Seite von Stefan Pettersson, Lars Zetterlund, Thomas Wernersson und Roland Nilsson zog er mit der Mannschaft ins Endspiel um den UEFA-Pokal 1986/87 gegen den schottischen Klub Dundee United ein. Nach einem 1:0-Erfolg durch ein Tor von Pettersson im Hinspiel holte die von Gunder Bengtsson betreute Mannschaft durch ein 1:1-Unentschieden nach Toren von Lennart Nilsson und John Clark im Rückspiel die Trophäe nach Schweden. Am Jahresende belegte sie zwar nur den dritten Platz der regulären Spielzeit, nach Erfolgen über IFK Norrköping und Malmö FF in der Meisterschaftsendrunde holte sie zudem den Von-Rosens-Pokal für den schwedischen Landesmeistertitel. In der folgenden Spielzeit scheiterte er mit dem Klub im Halbfinale am Stockholmer Klub Djurgårdens IF.
Nach 36 Spielen in den regulären Spielzeiten, in denen er neun Tore erzielt hatte, kehrte Andersson Anfang 1989 zu Hammarby IF zurück, der mittlerweile zweitklassig antrat. Mit fünf Saisontoren trug er zum Wiederaufstieg des Klubs in die Allsvenskan bei. Nach dem direkten Wiederabstieg erreichte er mit der Mannschaft als Tabellenführer der Frühjahrssaison die Kvalsvenskan. Dort verpasste der Klub knapp den Wiederaufstieg in die Erstklassigkeit. Nach Saisonende beendete er seine aktive Laufbahn.

### Nach dem aktiven Fußball
Andersson übernahm zunächst den Trainerposten beim unterklassig antretenden Nacka FF, ehe er 1995 Spårvägens FF übernahm. Der Vorjahresabsteiger dominierte seine Drittligastaffel und stieg mit neun Punkten Vorsprung auf den Tabellenzweiten Tyresö FF direkt wieder in die zweite Liga auf. Dort erreichte er mit dem Neuling den dritten Tabellenplatz, so dass er trotz einer mittelmäßigen Spielzeit 1997 höherklassig auf sich aufmerksam gemacht hatte.
Djurgårdens IF, aus der Allsvenskan abgestiegen, verpflichtete ihn im Herbst 1997 als neuen Trainer. Hatte der Klub im Vorjahr als Tabellenzweiter in den Relegationsspielen gegen den Erstligisten Östers IF den Aufstieg verpasst, kehrte er mit der Mannschaft als Staffelsieger in die Allsvenskan zurück. Dort befand sie sich jedoch im Abstiegskampf. Daher entließ ihn der Klub im Juli 1999.
2000 übernahm Andersson mit Malmö FF erneut einen Absteiger. Den Klub führte er als Tabellenzweiter hinter seiner vormaligen Trainerstation Djurgårdens IF direkt zurück in die Allsvenskan. In der Erstliga-Spielzeit 2001 erreichte er mit der Mannschaft um Jimmy Tamandi, Peter Ijeh, Jonnie Fedel und Mats Lilienberg den neunten Tabellenplatz. Jedoch hatte er sich mit dem Vorstand überworfen und wurde nach Saisonende durch Tom Prahl ersetzt.
Nachdem Andersson ab 2004 als Sportdirektor beim Zweitligisten IFK Norrköping tätig gewesen war, übernahm er im März 2008 bei seiner ehemaligen Spielstation Hammarby IF den Posten des Geschäftsführers. Nach anderthalb Jahren im Amt kündigte er im Oktober 2009 seinen Rückzug an.